# Ratpenat d'esquena nua de les Filipines
Dobsonia chapmani és una espècie de ratpenat que viu a les illes de Negros i de Cebú, a l'arxipèlag filipí.